# Camelô

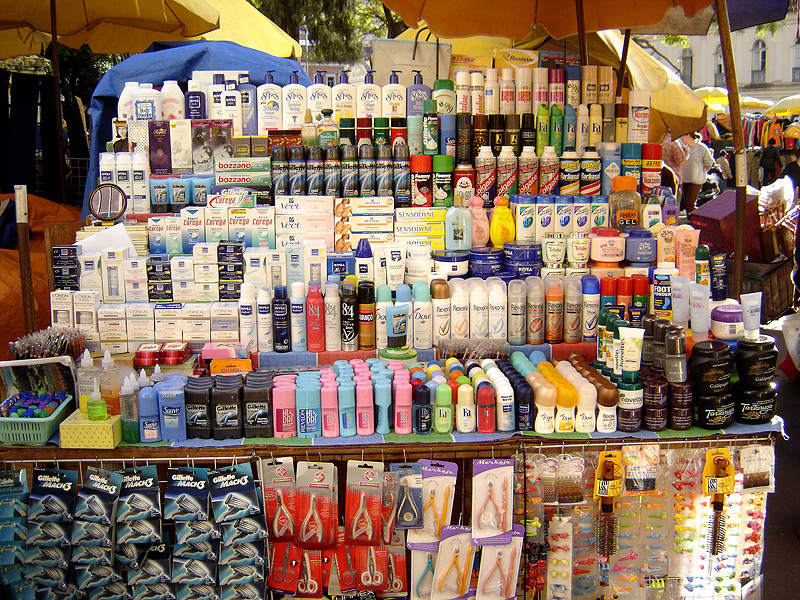
Banca de camelô em Porto Alegre.

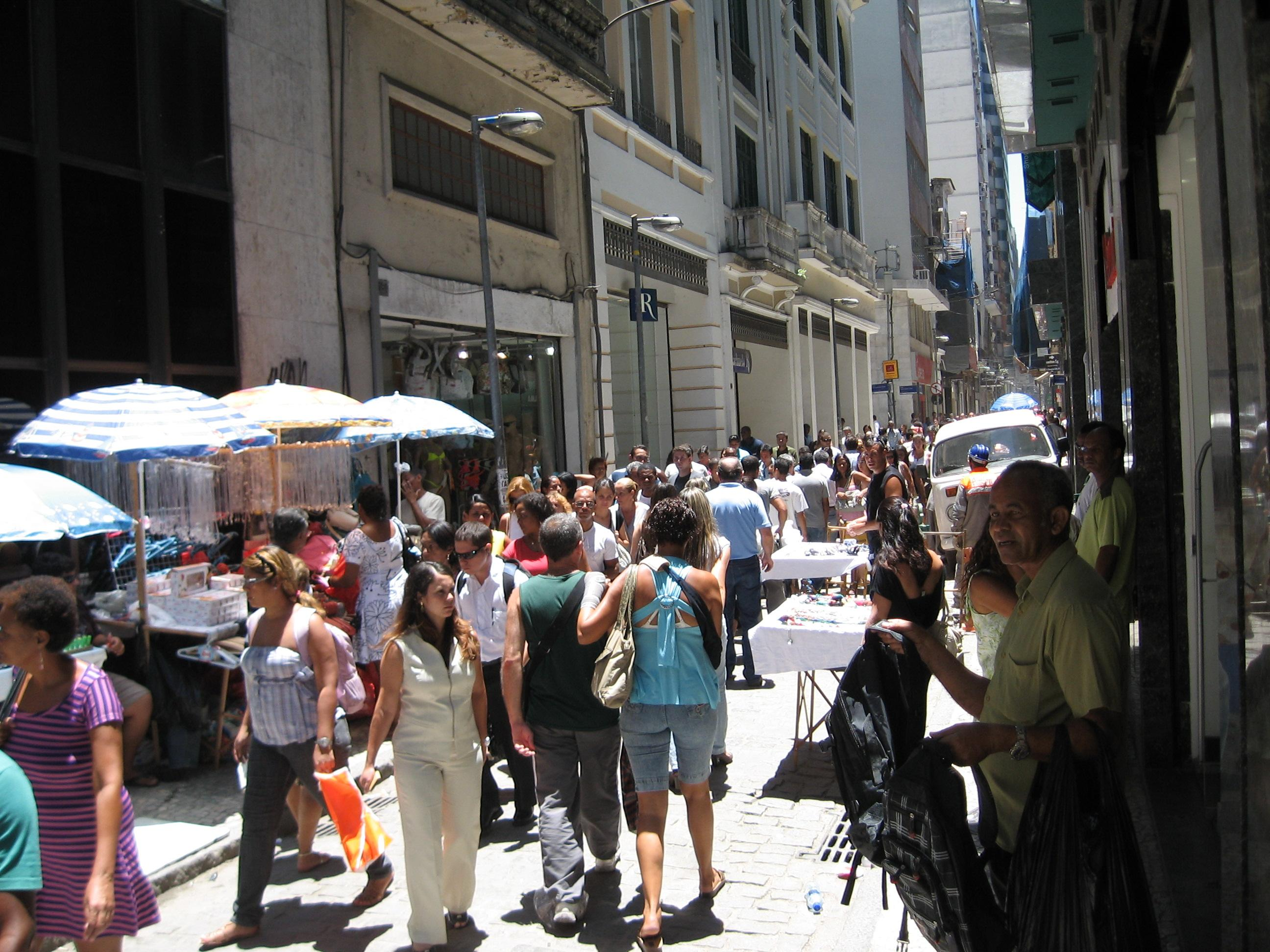
Camelôs na rua, no Rio de Janeiro

Um vendedor ambulante, no Brasil comumente chamado camelô, marreteiro ou, em alguns locais da Região Nordeste do Brasil, galego, é um comerciante de rua geralmente parte da economia informal ou clandestina, com banca improvisada, em especial nas grandes cidades.
A palavra camelô é um galicismo (provém de camelot, em francês, "vendedor de artigos de pouco valor"). Camelô e ambulante são sinônimos, só que o primeiro termo é uma denominação popular e o segundo é uma designação utilizada em legislação que regula o exercício de vendas em um ponto fixo ou em movimento.

## Status legal
Os camelôs são muitas vezes combatidos pelas autoridades governamentais, entrando frequentemente em conflito aberto com estas, uma vez que, segundo estas autoridades eles:
- Vendem produtos muitas vezes contrabandeados e de qualidade duvidosa (normalmente importados da Ásia), ou então produtos piratas/falsificados, copiando marcas e mídias com direitos de autor, e em muitos casos vendem até mesmo produtos roubados;[2][3]
- Fazem mau uso do espaço público (ocupando as calçadas e atravessando a livre passagem dos transeuntes);
- Não pagam impostos, ao contrário dos lojistas licenciados (crimes de Sonegação de Impostos e Concorrência Desleal). No Brasil, em 2011, estimava-se que há uma sonegação de R$ 30 milhões de impostos por ano somente com a venda de camisas e tênis pirateados. Dois milhões de empregos formais deixam de ser gerados com o mercado de produtos piratas;[4]
- Em alguns casos, roubam água e luz da rede pública para iluminação da sua banca ou para a produção de alimentos;
- Atentam contra a saúde pública, quando vendem alimentos sem procedência comprovada, com prazo de validade e condições de conservação desconhecidas, ou quando vendem produtos para uso corporal falsificados que podem causar danos físicos ao consumidor.

Também são considerados um reflexo de eventuais crescimentos do desemprego, embora seu modo de vida não seja considerado desemprego e sim subemprego.

## Comércio informal nas cidades brasileiras

### São Paulo

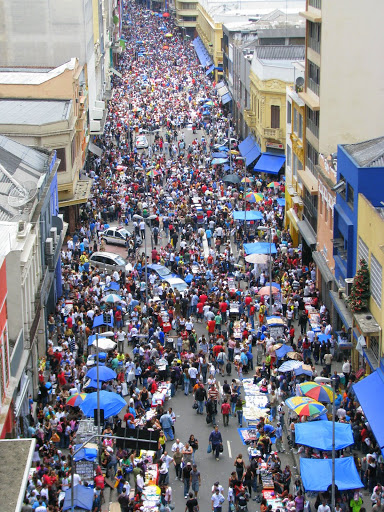
Tráfego de consumidores e camelôs na Rua 25 de Março, em São Paulo.

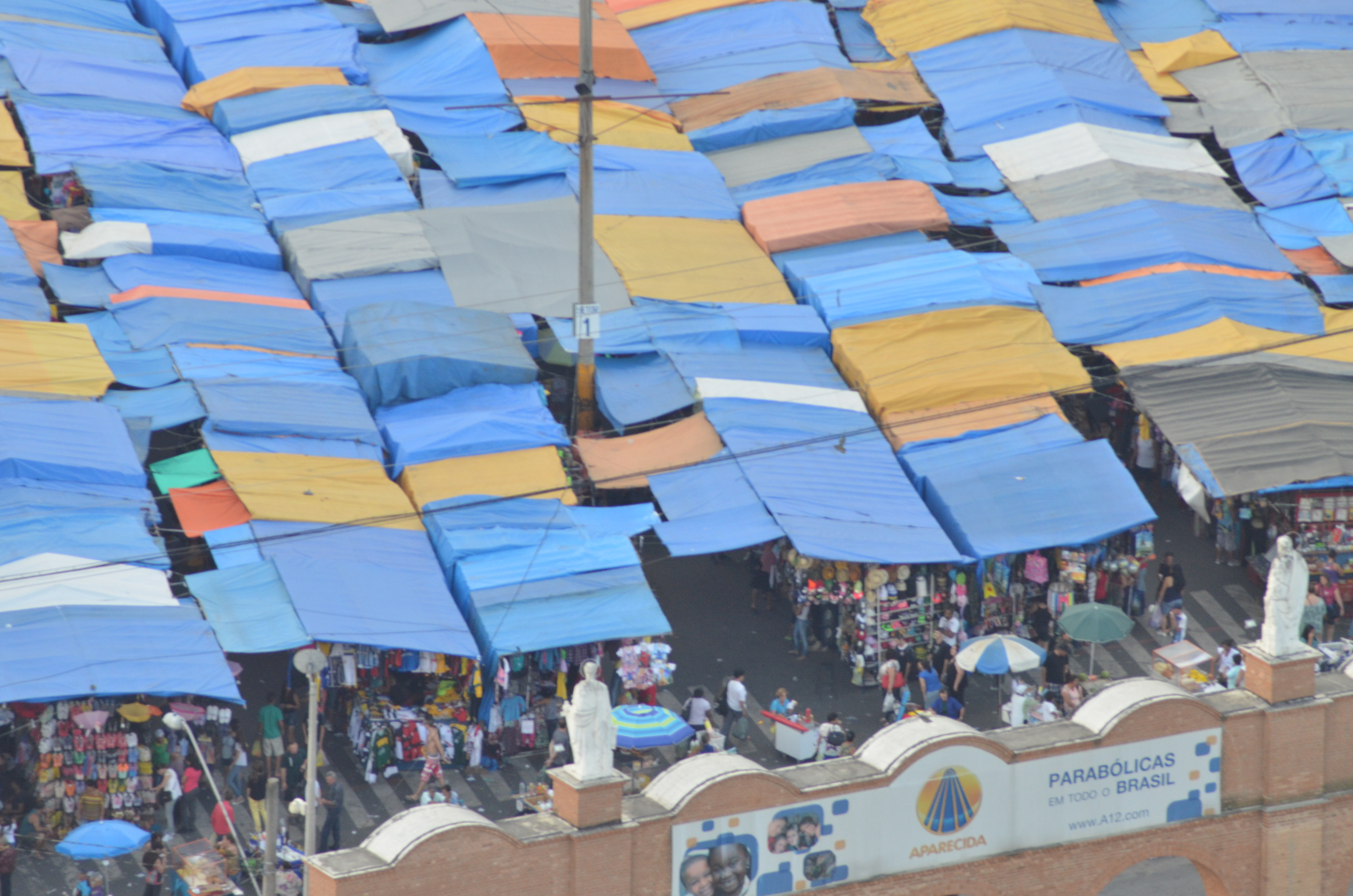
Um camelódromo na cidade de Aparecida, São Paulo.

O comércio informal em São Paulo se concentra nos locais onde há maior tráfego de pedestres, em especial os arredores de estações de metrô e terminais de ônibus, bem como os grandes centros de comércio popular como o Brás, o Bom Retiro e a região da rua 25 de Março. Áreas históricas da cidade como a região do Anhangabaú já foram também locais de grande concentração de comércio ambulante mas, devido a iniciativas de regulamentação das últimas gestões na prefeitura, o número de camelôs nessa área tem diminuído muito, embora ainda seja possível encontrar alguns Nas áreas nobres da cidade praticamente não há comércio ambulante.

### Rio de Janeiro
Assim como em São Paulo, os camelôs no Rio de Janeiro se concentram nas regiões de maior tráfego de pedestres, incluindo áreas históricas e turísticas, como a região das praias.

### Belo Horizonte
Em Belo Horizonte, os camelôs foram retirados das calçadas e reunidos em dois grandes shoppings populares. Um é chamado Xavantes e o outro, Oiapoque (popularmente chamado shopping "Oi"). Num primeiro momento, houve divergência de opiniões entre os próprios camelôs e a população, sobre se a iniciativa daria certo ou não. Alguns dos comerciantes se revoltaram, dizendo que seriam prejudicados. Os resultados, no entanto, foram aprovados pela população em geral, uma vez que as ruas ficaram desobstruídas. As antigas barracas foram transformadas em pequenas lojas.

### Curitiba
O comércio ambulante em Curitiba foi alocado nas chamadas Ruas da Cidadania, que são espaços fechados onde há grande concentração de serviços. Fora desses lugares, há pouco comércio ambulante, praticamente restrito a algumas poucas ruas do centro histórico e nos bairros periféricos.

### São José do Rio Preto
Em São José do Rio Preto, cidade do interior paulista, a localização do comércio se concentra em praça pública no centro da cidade. Os camelôs negociam uma grande variedade de artigos, de várias origens, principalmente produtos provenientes do Paraguai e São Paulo. Há um projeto da prefeitura, em andamento, em que se construirá um shopping popular para que esses trabalhadores possam deixar de ser informais.